# حدث سلبي خطير
يتم تعريف الحدث السلبي الخطير (بالإنجليزية: Serious adverse event) في تجارب الأدوية البشرية على أنه أي حدث طبي غير مرغوب فيه بأي جرعة:
1. يؤدي إلى الوفاة.
2. يهدد الحياة.
3. يتطلب دخول المستشفى للمرضى الداخليين أو يتسبب في إطالة فترة الاستشفاء الحالية.
4. يؤدي إلى إعاقة/عجز مستمر أو كبير.
5. ربما تسبب في حدوث شذوذ خلقي/ عيب خلقي.
6. يتطلب التدخل لمنع الضعف الدائم أو الضرر.[1]

يشير مصطلح "مهدد للحياة" في تعريف "الخطير" إلى حدث كان فيه المريض معرضًا لخطر الوفاة وقت وقوع الحدث؛ ولا يشير إلى حدث كان من الممكن أن يتسبب في الوفاة لو كان أكثر خطورة. يتم تعريف الأحداث الضائرة أيضًا على أنها "أي حدث طبي غير مرغوب فيه في مريض أو موضوع فحص سريري يُعطى منتجًا صيدلانيًا والذي ليس من الضروري أن يكون له علاقة سببية مع هذا العلاج."

## بحث علمي
المحققون في التجارب السريرية البشرية ملزمون بالإبلاغ عن هذه الأحداث في تقارير الدراسات السريرية. تشير الأبحاث إلى أن هذه الأحداث غالبًا ما يتم الإبلاغ عنها بشكل غير كافٍ في التقارير المتاحة للجمهور. بسبب نقص هذه البيانات وعدم اليقين بشأن طرق تجميعها، فإن الأفراد الذين يقومون بإجراء مراجعات منهجية وتحليلات تلوية للتدخلات العلاجية غالبًا ما يبالغون في التركيز على الفوائد الصحية دون قصد. ولموازنة التركيز المفرط على الفوائد، دعا العلماء إلى تقديم تقارير أكثر اكتمالاً عن الأضرار الناجمة عن التجارب السريرية.

## المصطلحات ذات الصلة
التفاعلات السلبية الخطيرة هي أحداث سلبية خطيرة يُعتقد أنها مرتبطة بالعلاج الدوائي. ينبغي الإبلاغ عن التفاعل السلبي الخطير غير المتوقع المتوقع إلى هيئة تنظيم الأدوية بموجب ترخيص التحقيق باستخدام نموذج مجلس المنظمات الدولية للعلوم الطبية (أو نموذج معادل في بعض البلدان). "غير متوقع" يعني أنه بالنسبة لمنتج طبي معتمدأن الحدث غير موصوف في ملصق المنتج، أو في حالة منتج تجريبي (غير معتمد) أن الحدث غير مدرج في كتيب المحقق.
التأثير السلبي هو حدث ضار يُعتقد أنه ناجم عن تدخل صحي.